# Albert Brudzewski
Albert Brudzewski sau Albert Blar (de Brudzewo), Albert de Brudzewo sau Wojciech Brudzewski (în latină Albertus de Brudzewo; n. c. 1445 la Brudzewo lângă Kalisz – d. c. 1497 la Vilnius) a fost un astronom, matematician, filozof și diplomat polonez.
A fost student și apoi profesor la Universitatea Jagiellonă din Cracovia, unde a predat cursul de aritmetică, perspectivă și astronomie.
A criticat sistemul geocentric al lui Ptolemeu, dar din nefericire cursurile pe care le expunea nu conțineau aceste opinii critice.